# 荐福观音寺

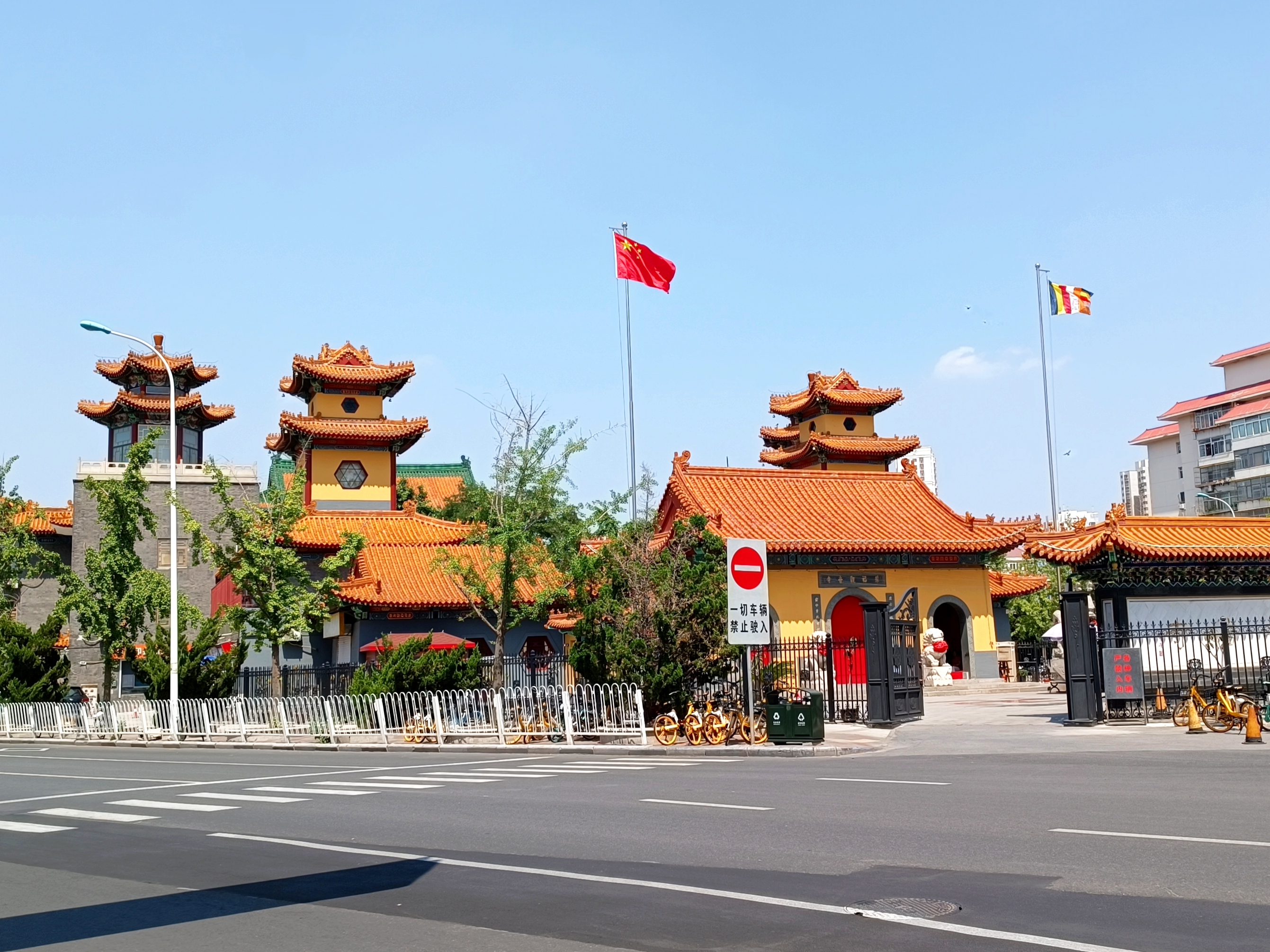
荐福观音寺

荐福观音寺，为一座佛教比丘尼寺院，位于天津市河东区大直沽中路27号。

## 简介
荐福观音寺寺内圆通宝殿前有一株古槐树，旁为树王菩萨像。宝殿中供奉四面千手观世音菩萨，殿前天井为九层千佛宝塔。该寺中轴线由牌楼、山门殿、天冠弥勒殿、圆通宝殿组成。两侧建有东方三圣殿、西方三圣殿、护法殿、地藏殿、药王殿、树王菩萨殿、藏经阁、五观堂、念佛堂、讲经堂等。钟鼓楼中置铜钟与雷音鼓。